# Lord-lieutenant de la Clwyd
Le lord-lieutenant de la Clwyd (Lord Lieutenant of Clwyd en anglais et Arglwydd Raglaw Clwyd en gallois) est le représentant de la monarchie britannique dans le comté préservé de la Clwyd, au pays de Galles.
La fonction est pour la première fois exercée par Hugh Salusbury Kynaston Mainwaring à partir du 1er avril 1974, qui, avant sa nomination occupait la fonction de lord-lieutenant du Flintshire depuis 1951. Henry George Fetherstonhaugh est le lord-lieutenant de la Clwyd depuis 2013.

## Histoire
Au sens du Local Government Act 1888, les zones de lieutenance sont définies à partir des comtés administratifs créés à partir du 1er avril 1889 en Angleterre et au pays de Galles. Cependant, au pays de Galles, celles-ci sont modifiées au 1er avril 1974 d’après la disposition 218 du Local Government Act 1972,.
Une nouvelle zone de lieutenance couvrant le comté de la Clwyd est ainsi érigée à partir de celle du Flintshire, ainsi que, de façon partielle, celles de Denbigh et de Merioneth. Alors que les fonctions de lord-lieutenants du Flintshire, de Denbigh et de Merioneth sont abolies le 31 mars 1974, celle de lord-lieutenant de la Clwyd est instituée au 1er avril 1974 par le Lord-Lieutenants Order 1973, un décret du 24 octobre 1973,.
Le Local Government (Wales) Act 1994 abolit les comtés créés au pays de Galles par la loi de 1972 au 31 mars 1996. Toutefois, ceux-ci conservent un rôle cérémoniel limité en tant que comtés préservés, notamment dans le cadre des zones de lieutenance. Ainsi, le comté préservé de la Clwyd reste opérationnel dans de nouvelles limites territoriales, qui sont les mêmes que celles décrites par la loi en 1972, avec le retrait des communautés de Llanrhaeadr-ym-Mochnant, de Llansilin et de Llangedwyn, transférées vers le Powys.

## Liste des lord-lieutenants
| Identité                           | Lettres patentes de nomination | Souverain    | Qualité                                              |
| ---------------------------------- | ------------------------------ | ------------ | ---------------------------------------------------- |
| Hugh Salusbury Kynaston Mainwaring | 6 juillet 1951                 | Élisabeth II | Militaire                                            |
| Owen Watkin Williams-Wynn          | 23 novembre 1976               | Élisabeth II | Propriétaire Vice-lieutenant de la Clwyd (1974-1976) |
| James Ellis Evans                  | 28 décembre 1979               | Élisabeth II | Propriétaire                                         |
| Erskine William Gladstone          | 7 août 1985                    | Élisabeth II |                                                      |
| Trefor Jones                       | 5 juin 2001                    | Élisabeth II |                                                      |
| Henry George Fetherstonhaugh       | 13 mars 2013                   | Élisabeth II |                                                      |